# Tephrina deviaria
Tephrina deviaria là một loài bướm đêm trong họ Geometridae.